# Saki Ueno
Saki Ueno (上野 紗稀, Ueno Saki), née le 20 novembre 1994, est une joueuse internationale de football japonaise.

## Biographie
Le 26 septembre 2013, elle fait ses débuts avec l'équipe nationale japonaise contre l'équipe du Nigeria.

## Statistiques
Le tableau ci-dessous présente les statistiques de Saki Ueno en équipe nationale
| Équipe du Japon | Équipe du Japon | Équipe du Japon |
| Année           | Matchs          | Buts            |
| --------------- | --------------- | --------------- |
| 2013            | 1               | 0               |
| Total           | 1               | 0               |